# Maria Velluti
Maria da Conceição Singer Velluti de Sousa (Lisboa, 10 de dezembro de 1827 - Rio de Janeiro, 15 de julho de 1891), conhecida como Maria Velluti, foi uma atriz, bailarina, tradutora, dramaturga e poetisa portuguesa, conhecida pela sua carreira artística no Brasil.

## Biografia

### Primeiros Anos
Nascida a 10 de dezembro de 1827, em Lisboa, Maria da Conceição Singer Velluti revelou muito cedo um talento inato para a escrita, notabilizando-se na poesia ao escrever e recitar os seus sonetos em algumas ocasiões, contudo devido à sua graciosidade e figura elegante rapidamente destacou-se como bailarina, tendo-se formado posteriormente no Conservatório Real de Lisboa.

### Carreira Artística em Portugal
Estando entre os artistas com preferência de escrituração na abertura do Teatro Nacional D. Maria II, a jovem artista estreou-se nos palcos em 1845, com apenas 18 anos de idade, captando a atenção do escritor e dramaturgo português Almeida Garret, que se tornou seu mentor. Apenas um ano depois, em novembro de 1846, começou a actuar com regularidade em várias peças teatrais realizadas no Teatro do Ginásio, então denominado Teatro Nacional Lisbonense, tendo integrado o elenco da peça "Apartamento de Dois Maridos" ou ainda da peça "Luisa Bernard", drama em cinco actos escrito por Alexandre Dumas, ao lado da atriz Fortunata Levy, entre outras figuras de renome do teatro português.

### Carreira Artística no Brasil
A 27 de agosto de 1847, Maria Velluti desembarcou no porto do Rio de Janeiro, acompanhada pela sua irmã Henriquetta, estando possivelmente já grávida de Almeida Garrett. Meses depois foi relatado nos periódicos da época que a jovem atriz portuguesa teria tido um filho no Brasil e que no dia 24 de outubro do mesmo ano teria regressado aos palcos com o drama de três actos "Um Pai", apresentado no Teatro São Francisco de Paula, também conhecido como Teatro Francês ou posteriormente Teatro do Ginásio Dramático, situado na atual rua do Teatro, no Rio de Janeiro.

#### Companhia Dramática de João Caetano
Tendo integrado a Companhia Dramática de João Caetano, desde a sua chegada ao Brasil, Maria Velluti começou a sua carreira artística além fronteiras com várias performances de dança ao lado de Giuseppe De-Vecchy, Clara Ricciolini e Jesuína Montani, realizadas, no entanto, nos intervalos das peças de teatro. Coreografada por Francesco York, em 1848, a artista portuguesa dançou ballet em "La Favorite" e "A Cracovienne" ou ainda pas de deux em "As Amazonas", no Teatro de Santa Teresa, em Niterói, e no Teatro de São Francisco de Paula, no Rio. 

#### Companhia Dramática de Florindo Joaquim da Silva

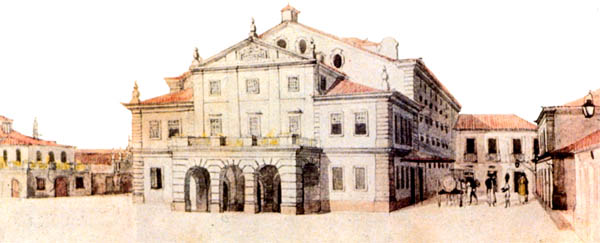
Teatro de São João de Alcântara (c.1834)

Procurando novas oportunidades e trabalhos artísticos, um ano após a sua chegada ao Rio de Janeiro, a atriz juntou-se à Companhia Dramática de Florindo Joaquim da Silva, composta por actores dissidentes da companhia de João Caetano, como Gabriela da Cunha De-Vecchy, Guilherme Orsat, Leonor Orsat Mendes e Clotilde Benedetti, que actuavam no Teatro São Pedro de Alcântara, actual Teatro João Caetano, sendo este um dos mais importantes marcos arquitectónicos e históricos da cidade do período do Império do Brasil. 
Voltando a subir aos palcos em setembro de 1848, com a peça "A terrível vingança de uma mulher ou o filho repudiado", nos anos que se seguiram, Maria Velluti participou em diversos bailados e obras teatrais, notabilizando-se em "Uma bela Caxuxa" (1849), "A Mazurka" (1851), "A Scotishe" (1851) ou "A gata transformada em mulher" (1852), onde interpretou o papel principal.

#### Regresso à Companhia Dramática de João Caetano
Regressando em 1853 à Companhia Dramática de João Caetano, a bailarina e actriz Maria Velluti foi notícia no país pela sua performance no bailado "Os Pescadores" (1853), onde desempenhou o papel de uma personagem masculina, e na peça "A cisterna arruinada" (1853), onde interpretou três papéis diferentes, seguindo-se algumas participações em peças cómicas, como "Os dois tambores" (1854).

#### Teatro do Ginásio Dramático
Em 1855, devido a várias divergências irreconciliáveis sobre o rumo da carreira da artista portuguesa e as escolhas artísticas do encenador, que continuava a criar espectáculos baseados em obras clássicas, já muito conhecidas do público, João Caetano despediu Maria Velluti da sua companhia. Com 28 anos de idade e sem emprego, rapidamente se tornou numa das mais importantes dinamizadoras e apoiantes do Teatro do Ginásio Dramático, criado pelo rival de João Caetano no mundo dos teatros da Praça da Constituição e empresário português Joaquim Heliodoro Gomes dos Santos, com o intuito de trazer ao público brasileiro um repertório mais diversificado, repleto de comédias e originais franceses e portugueses, nunca antes ali representados. Convidada a integrar a companhia do recém criado teatro, inspirado no Théâtre du Gymnase de Paris, para além de actuar na peça de estreia "Um Erro", de Eugène Scribe, e na ópera cómica "O primo da Califórnia", de Joaquim Manoel de Macedo, Maria Velluti traduziu cerca de 8 peças no primeiro ano de existência da companhia: "Luíza ou a reparação", de Eugène Scribe, "Uma mulher de juízo ou aos 30 anos", de Joseph-Bernard Rosier, "As primeiras proezas de Richelieu", de Jean-François Bayard, onde uma vez mais desempenhou um papel principal masculino, e cinco outras de autores não identificados, sendo possível considerar, contudo, que o número seja maior. Durante toda a década de 1850, Maria Velluti traduziu mais de 25 peças para o Teatro do Ginásio Dramático, continuando a desempenhar simultaneamente como atriz, bailarina e tradutora durante as décadas seguintes.

#### Rivalidades
Em 1858, existindo um intenso clima de hostilidade entre algumas companhias de teatro rivais, após chegar da Bahia, onde a companhia excursionou durante alguns meses, a atriz e tradutora portuguesa sofreu ataques físicos dos fãs da atriz Adelaide Amaral. Abalada, Maria Velluti refugiou-se na sua arte, evitando nos meses seguintes frequentar quaisquer eventos públicos que não estivessem relacionados com o seu trabalho. Um anos depois, também na companhia do Teatro do Ginásio Dramático, Maria Velluti começou a sentir o peso da concorrência, despoletado pelas boas críticas que a imprensa brasileira teceu à entrada da atriz portuguesa Eugénia Câmara na companhia, começando, pouco depois, tal como ela, também a traduzir várias peças para o teatro.

#### Fim de Carreira
Após vários anos na companhia do Teatro do Ginásio Dramático, onde se destacou num dos mais emblemáticos papéis da sua carreira com a peça "Mãe" (1860), de José de Alencar, durante os anos finais da década de 1860 até meados da década de 1870, Maria Velluti partiu em digressão para São Paulo, Campos dos Goytacazes, Bahia, Pernambuco, Rio Grande do Sul, Itu e Recife, entre outras localidades, mudando diversas vezes de companhias, como a Empresa Dramática no Teatro Cassino, dirigida pelo artista Barbosa, a Companhia Dramática Portuguesa no Teatro Circo, dirigida pela atriz Emília Adelaide, e a Empresa dos Artistas Dias Braga e Mattos, regressando, ao Teatro do Ginásio Dramático, sob encenação da Sociedade Dramática Nacional do Rio de Janeiro.
Afastando-se dos palcos em 1881, começou a exercer como professora de inglês na sua residência no bairro de Todos os Santos, situada no número 1 da rua da Boa Vista, no Rio de Janeiro, contando ainda com uma pensão fornecida pela sua amiga e mecenas D. Joana Daupiás, esposa de D. Pedro Eugénio Daupiás, conde de Daupiás.
Ao longo da sua carreira, a artista portuguesa traduziu cerca de 45 peças, sendo 5 originais do italiano e 37 do francês, destacando-se pelo seu trabalho nas comédias "Um Francês em Espanha", "O Cavaleiro de Essone", "Os Filhos de Adão e Eva", "Três Boticários", "Os Efeitos da Educação", "A Vendedora de Perus", "Os Ajudantes de Campo", "A Filha de Jacqueline", "Batalha das Damas", "Fanfarrões de Vícios", "Uma Invasão de Mulheres", "O Benefício de um Ponto", "Questão de Dinheiro", "O Condestável de Bourbon", "Joana d’Arc", "O Quadro", "As Noites de Sena", ou ainda os dramas "A Vida de Uma Atriz", "A Cigana de Paris", "Carlota Corday", "O Ramo de Carvalho", "Paulo e Virgínia", "Os Infernos de Paris", "O Asno Morto", "Adriana Lcouvreur" e "Maria Padilha". As suas duas últimas traduções foram, respectivamente, o drama "Os incendiários" e a comédia italiana "Mania ministerial".

### Casamento
Em 1860, Maria Velluti contracenou pela primeira vez, na peça "Mãe", com Joaquim Augusto Ribeiro de Sousa, viúvo, ator, empresário e futuro diretor geral da Sociedade Dramática Nacional do Rio de Janeiro, pai do ator Joaquim Augusto Ribeiro de Sousa Filho e da atriz Carolina Augusta de Sousa, começando uma duradoura relação amorosa e colaboração teatral. Casaram-se quatro anos depois, a 11 de dezembro de 1864.
A 17 de janeiro de 1873, o seu marido faleceu, com apenas 47 anos, na casa onde o casal residia.

### Falecimento
Afastada da ribalta por mais de dez anos, Maria Velluti faleceu no dia 15 de julho de 1891, em casa, no Rio de Janeiro. A notícia da sua morte foi relatada em diversos periódicos brasileiros e portugueses, que lhe fizeram vários elogios pela sua carreira internacional como bailarina, atriz e ainda tradutora. Pela mesma ocasião, alguns críticos aproveitaram também a ocasião para publicar comentários sarcásticos e cruéis, fazendo julgamentos à frágil situação económica da atriz e à difícil relação que esta tinha com o seu filho, fruto de uma relação ilegítima com Almeida Garrett, que ao longo da sua vida lhe teria causado vários desgostos e até recorrido a duas tentativas de suicídio.

## Homenagens e Legado
O seu nome foi atribuído à Travessa Maria Velluti, situada na cidade de São Paulo.